# Elsass (Schiff)
Die Elsass war ein Linienschiff der Kaiserlichen Marine und der Reichsmarine. Benannt war es nach einem Teilgebiet des Reichslandes Elsaß-Lothringen. Das Schiff war ein Vermehrungsbau auf Grundlage des Ersten Flottengesetzes von 1898.

## Technik
Die Elsass und ihre Schwesterschiffe der Braunschweig-Klasse trugen als erste Linienschiffe der Kaiserlichen Marine neuentwickelte Schnellladekanonen vom Kaliber 28 cm. Diese konnten durch das neuentwickelte Schnell-Ladesystem mit Keilverschluss und Messinghülsen eine wesentlich höhere Feuergeschwindigkeit erreichen als die zehn Jahre älteren Mantelringkanonen der Brandenburg-Klasse mit gleichem Kaliber und gleicher Rohrlänge.
Ein Novum war das Anheben des Mittelartilleriekalibers von 15,0 cm auf 17,0 cm. Parallel zu dieser Kalibersteigerung führten andere Marinen ein sogenanntes Zwischenkaliber zur Stärkung der Feuerkraft ein. Die Kaiserliche Marine ging diesen Weg nicht, sondern steigerte nur das Kaliber der Mittelartillerie. Die gewählte Größe stellte das höchste zulässige manuell zu ladende Geschossgewicht dar. Eine Granate vom Kaliber 17,0 cm wog ca. 70 kg, und bei einem angestrebten Salventakt von 5 Schuss/min wurde dem Ladepersonal physisch sehr viel abverlangt. Ein neues Modell wurde auch für die Leichte Artillerie eingeführt: die verlängerten Rohre erlaubten eine größere Schussweite der 8,8-cm-Torpedobootsabwehrgeschütze.

## Geschichte
Nach der Schiffstaufe wurde der Neubau Elsass am 26. Oktober 1904 zur Endausrüstung in die Kaiserliche Werft Kiel überführt und dort am 29. November 1904 offiziell in Dienst gestellt. Nach Abschluss der Erprobungen im Mai 1905 teilte man das Schiff der 1. Division des neuaufgestellten II. Geschwaders zu. In diesem Verband versah es seinen Flottendienst und nahm an Manövern sowie Ausbildungsreisen teil. Am 28. August 1908 kam es durch unsachgemäßes Hantieren während einer Munitionsübernahme zu einer Explosion einer Granate, die drei Soldaten das Leben kostete und sechs weitere schwer verletzte. Während eines Manövers kollidierte das Schiff am 14. Dezember 1910 mit dem Linienschiff Schwaben und am 23. März 1912 im Verlauf einer Übung im Skagerrak mit dem Dampfer Pollux. Ab dem 3. Oktober 1911 wechselte die Elsass zum I. Geschwader der Hochseeflotte mit Liegehafen Wilhelmshaven und schied am 29. April 1912 aus dem Geschwaderverband aus, wobei es durch das neue Großlinienschiff Oldenburg ersetzt wurde. Die Besatzung wurde reduziert und nur kurzzeitig für Manöver auf volle Stärke gebracht. Am 17. März 1913 erfolgte die Außerdienststellung in Kiel, und das Schiff wurde Beischiff der Reserve-Division Ostsee.
Wegen der drohenden Kriegsgefahr wurde die Elsass am 31. Juli 1914 wieder in Dienst gestellt und gehörte fortan dem IV. Geschwader an.

### Erster Weltkrieg
- 20.–26. September 1914 Vorstoß mit Teilen der Hochseeflotte gegen Windau zur Vortäuschung einer Landungsoperation
- 26.–30. Dezember 1914 Vorstoß Richtung Gotland
- 6.–9. Januar 1915 Teil der Deckungstreitkräfte zum Finnischen Meerbusen vorstoßender Panzerkreuzer
- anschließend bis Juli Wachschiff in der Elbe und Jade-Mündung
- 10./11. Juli 1915 Vorstoß nördlich Gotland
- 18./19. Juli 1915 Vorstoß nördlich Gotland, wegen Nebels abgebrochen
- 1. August 1915 Vorstoß gegen die Baltischen Inseln
- 6.–20. August Vorstoß in die Rigaer Bucht, dabei am 8. August auf dem russischen Kanonenboot Grosjaschtschi zwei schwere Treffer erzielt, später Artilleriegefecht mit dem Linienschiff Slawa
- 29.–31. August 1915 Vorstoß zum Finnischen Meerbusen
- 21.–23. September 1915 Vorstoß in die nördliche Ostsee
- 7./8. Oktober 1915 Teil der Deckungstreitkräfte für Minenunternehmung in der Irbenstraße
- 18. Dezember 1915 Außerdienststellung und Verlegung nach Kiel
- ab 25. Juli 1916 Ausbildungsschiff der I. Marine-Inspektion und geplanter Umbau zum Kadettenschulschiff für die Inspektion des Bildungswesen der Marine; desarmiert
- am Kriegsende Auflieger in Wilhelmshaven

### Reichsmarine
- 15. Februar 1924 Wiederindienststellung
- Juli 1924 Atlantikreise
- Juni 1925 Norwegenreise
- Mai bis Juni 1926 Mittelmeerreise
- April bis Mai 1927 Atlantikreise
- 1928 Norwegenreise
- Winter 1928/29 Eisbrecherhilfe in der Ostsee
- 1929 Atlantik- und Schwedenreise
- 25. Februar 1930 endgültige Außerdienststellung
- 31. März 1931 aus der Liste der Kriegsschiffe gestrichen, am 31. Oktober 1935 Verkauf zum Abbruch und 1936 in Bremerhaven abgewrackt

## Kommandanten
| 29. November 1904 bis 13. Mai 1913        |                                                                     |
| 29. November 1904 bis 30. September 1905  | Kapitän zur See Hugo Pohl                                           |
| 1. Oktober 1905 bis 30. September 1907    | Kapitän zur See Gustav Bachmann                                     |
| 1. Oktober 1907 bis September 1909        | Kapitän zur See Reinhard Scheer                                     |
| September 1909 bis September 1911         | Kapitän zur See Hubert von Rebeur-Paschwitz                         |
| 1. bis 3. Oktober 1911                    | Kapitän zur See Carl Schaumann                                      |
| Oktober 1911 bis April 1912               | Kapitän zur See Hugo Langemak                                       |
| April bis August 1912                     | Korvettenkapitän Eduard Bartels (reduzierte Besatzung)              |
| August bis September 1912                 | Kapitän zur See Leberecht Maaß                                      |
| September bis Dezember 1912               | Korvettenkapitän Eduard Bartels (reduzierte Besatzung)              |
| Dezember 1912 bis 13. Mai 1913            | Kapitän zur See Siegfried Bölken                                    |
| 31. Juli 1914 bis 20. Juni 1918           |                                                                     |
| 31. Juli 1914 bis Februar 1915            | Kapitän zur See Hugo Langemak                                       |
| Februar bis November 1915                 | Kapitän zur See Robert Kühne                                        |
| November 1915 bis Juli 1916               | Kapitän zur See Johann von Lessel                                   |
| Juli bis September 1916                   | Korvettenkapitän Ernst Hoffmann (reduzierte Besatzung)              |
| September bis Dezember 1916               | Korvettenkapitän Hellmut Kellermann (reduzierte Besatzung)          |
| Dezember 1916 bis Februar 1917            | Kapitänleutnant Johannes Bähr (in Vertretung, reduzierte Besatzung) |
| Februar 1917                              | Korvettenkapitän Walter Mehnert (reduzierte Besatzung)              |
| Februar 1917 bis März 1918                | Kapitän zur See Friedrich Kurtz (reduzierte Besatzung)              |
| März bis 20. Juni 1918                    | Korvettenkapitän Richard Spitzner (reduzierte Besatzung)            |
| 15. Oktober bis 20. Dezember 1918         |                                                                     |
| 15. Oktober bis Dezember 1918             | Fregattenkapitän Waldemar Krah                                      |
| Dezember 1918                             | Leutnant zur See Nerner                                             |
| 15. Februar 1924 bis zum 25. Februar 1930 |                                                                     |
| 15. Februar 1924 bis Oktober 1925         | Kapitän zur See Wilhelm Prentzel                                    |
| Oktober 1925 bis September 1927           | Kapitän zur See Friedrich Brutzer                                   |
| Oktober 1927 bis September 1929           | Fregattenkapitän / Kapitän zur See Otto Schultze                    |
| September 1929 bis Februar 1930           | Fregattenkapitän / Kapitän zur See Reinhold Knobloch                |

## Bekannte Besatzungsangehörige
- Horst Biesterfeld (1906–1969), war als Flottillenadmiral der Bundesmarine Unterabteilungsleiter der Stabsabteilung FüB VI im Bundesministerium für Verteidigung
- Friedrich Ruge (1894–1985), war von 1956 bis 1961 erster Inspekteur der Marine

## Weblinks

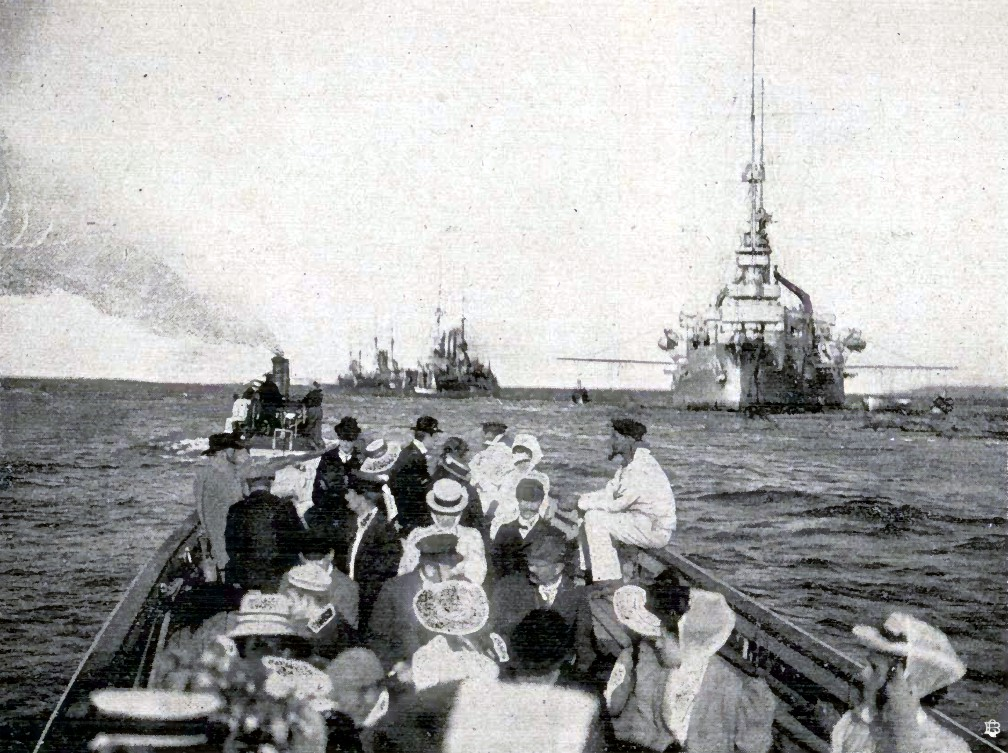
Linienschiffgeschwader aus der dritten Division des zweiten Geschwaders auf der Reede vor Travemünde (1908)
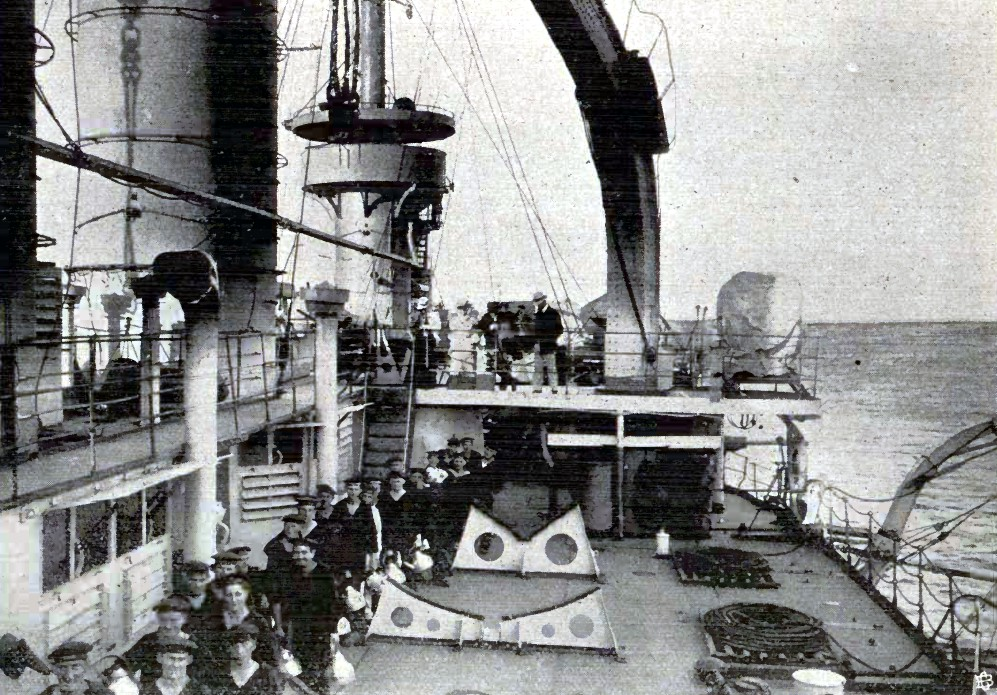
Teeausgabe auf dem Schiff (1908)
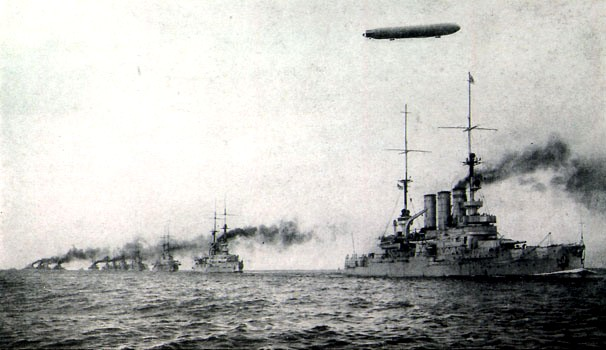
Ein Geschwader der Deutschen Hochseeflotte: Linienschiff der Braunschweig-Klasse (Vordergrund), weitere Linienschiffe und ein Seeaufklärungs-Zeppelin